# 11298 Gide
11298 Gide eller 1992 RE6 är en asteroid i huvudbältet som upptäcktes den 2 september 1992 av den belgiske astronomen Eric W. Elst vid La Silla-observatoriet. Den är uppkallad efter den franske författaren och nobelpristagaren André Gide.
Asteroiden har en diameter på ungefär 5 kilometer och den tillhör asteroidgruppen Koronis.